# Сайе, Антуанетта
Антуанетта Монсио Сайе (англ. Antoinette Sayeh; 12 июля 1958, Монровия, Либерия) — либерийский экономист, финансист, государственный и международныей деятель, министр финансов Либерии (2006—2008), заместитель директора-распорядителя Международного валютного фонда с 16 марта 2020 г. Доктор философии.

## Биография
Окончила Суортмор-колледж Пенсильвания (США) и Школу права и дипломатии Флетчера Университета Тафтса в Массачусетсе, где получила степень магистра и доктора философии в области международных экономических отношений.
Работала во Всемирном банке в качестве регионального директора по Бенину, Нигеру и Того, занималась управлением государственными финансами и реформой государственной службы в Пакистане.
В 2006—2008 годах — министр финансов при президенте Либерии Элен Джонсон-Серлиф. Была второй женщиной в истории Либерии, занявшей этот пост, первой была Эллен Джонсон-Серлиф.
С 2007 года была членом Высшего Консультативного совета по расширению экономических прав и возможностей женщин Группы Всемирного банка.
В 2008—2016 годах занимала пост директора Африканского департамента МВФ.